# Philipp V. (Falkenstein)
Philipp V. von Falkenstein (* unbekannt; † 10. April 1343) war ein Adliger des Hauses Falkenstein. Beigesetzt wurde er im Kloster Arnsburg. Er war Herr zu Münzenberg und Laubach.

## Familie
Philipp V. von Falkenstein war ein Sohn von Philipp IV. von Falkenstein und dessen Ehefrau Johanna von Saarwerden. Er war verheiratet mit Elisabeth von Hanau. Über ihre Nachkommen ist folgendes bekannt:
- Elisabeth von Falkenstein (* unbekannt, † zwischen dem 16. Oktober 1364 und dem 9. April 1366)[2]
- Ulrich III. von Falkenstein (* unbekannt, † 20. März 1365)[3]
- Philipp VII. von Falkenstein, Herr zu Münzenberg, Landvogt der Wetterau (* unbekannt; † unbekannt)[3]
- Agnes von Falkenstein (* etwa 1337, † 28. September 1380)[3]